# Långträsket (Nederkalix socken, Norrbotten, 733160-183062)
Långträsket är en sjö i Kalix kommun i Norrbotten och ingår i Kalixälvens huvudavrinningsområde. Sjön har en area på 0,0771 kvadratkilometer och ligger 50 meter över havet.

## Delavrinningsområde
Långträsket ingår i det delavrinningsområde (733153-183007) som SMHI kallar för Namn saknas. Medelhöjden är 48 meter över havet och ytan är 5,81 kvadratkilometer. Det finns ett avrinningsområde uppströms, och räknas det in blir den ackumulerade arean 8,25 kvadratkilometer. Vattendraget som avvattnar avrinningsområdet har biflödesordning 3, vilket innebär att vattnet flödar genom totalt 3 vattendrag innan det når havet efter 11 kilometer. Avrinningsområdet består mestadels av skog (84 procent). Avrinningsområdet har 0,13 kvadratkilometer vattenytor vilket ger det en sjöprocent på 2,3 procent.